# Estació d'A Coruña - San Diego
A Coruña - San Diego és una estació de ferrocarril de la ciutat de la Corunya, a Galícia, dedicada exclusivament al trànsit de mercaderies, que dona servei al port. Les seves principals activitats són l'exportació de fusta, ferro, zinc, carbó i contenidors procedents del port.
Hi ha una altra estació a la ciutat, la de San Cristovo, dedicada al trànsit de passatgers.